# Schistura athos
Schistura athos és una espècie de peix de la família dels balitòrids i de l'ordre dels cipriniformes.

## Morfologia
Els mascles poden assolir els 9 cm de longitud total.

## Distribució geogràfica
Es troba a la conca del riu Nam Ou (Laos i el Vietnam).

## Amenaces
Les seues principals amenaces són la reducció o interrupció del cabal dels rius, la desforestació i les pràctiques agrícoles gens sostenibles.